# Suore domenicane della Congregazione americana della Santa Croce
Le suore domenicane della Congregazione americana della Santa Croce (in inglese Dominican Sisters of the American Congregation of the Holy Cross) sono un istituto religioso femminile di diritto diocesano.

## Storia

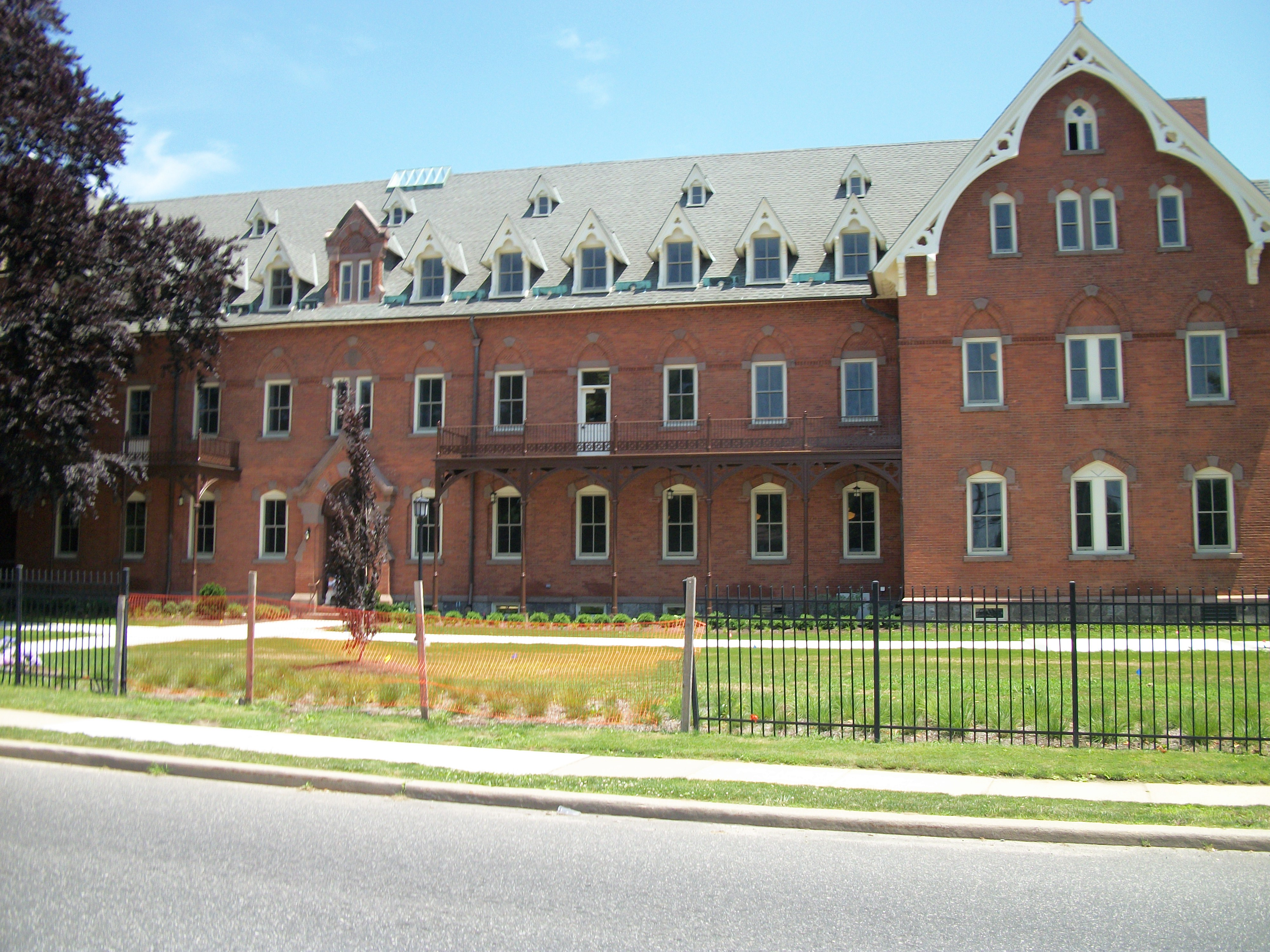
Il Queen of the Rosary Convent di Amityville, casa generalizia della congregazione

Le origini della congregazione risalgono al monastero delle religiose domenicane di Santa Croce a Ratisbona, fondato nel 1233, che nel 1819 avevano abbandonato la stretta clausura per dedicarsi all'insegnamento.
Il benedettino Bonifacio Wimmer, fondatore dell'abbazia di San Vincenzo a Latrobe, in Pennsylvania, dopo una visita al monastero di Santa Croce nel 1851 espresse il suo interesse ad avere alcune religiose negli Stati Uniti per l'educazione dei figli degli immigrati tedeschi. Valentin von Riedel, vescovo di Ratisbona, il 9 maggio 1853 permise al monastero di inviare quattro suore: Josepha Witzlhofer, Augustina Neuhierl (coriste), Francisca Retter e Jacobina Rieder (converse). Le religiose, accompagnate dal sacerdote Joseph Müller, direttore del Ludwig-Missionsverein di Monaco, giunsero a New York il 26 agosto 1853.
Furono accolte dai redentoristi di New York che le presentarono a Johann Stephen Raffeiner, vicario generale della diocesi di Brooklyn e parroco di Holy Trinity a Williamsburg, un sobborgo di Brooklyn popolato di immigrati tedeschi. Le suore abbandonarono il loro progetto di recarsi in Pennsylvania e si stabilirono a Williamsburg e, grazie alle sovvenzioni dal re di Baviera e del Ludwig-Missionsverein, il 2 settembre 1853 vi aprirono la scuola della Santa Croce.
Altre consorelle giunsero da Ratisbona nel 1855 e nel 1858 si aggiunsero altre quattro suore guidate dalla stessa priora di Santa Croce, Benedikta Bauer, che poi lasciò Brooklyn per fondare una nuova comunità a Racine, nel Wisconsin.
La comunità si rese autonoma dalla casa-madre di Ratisbona nel 1857 e il 28 gennaio 1907 fu riconosciuta come congregazione di diritto diocesano. Nel 1907 fu pure aggregata all'Ordine dei frati predicatori.
La comunità domenicana di Santa Croce a Brooklyn conobbe un rapido sviluppo e fu presto in grado di fondare filiali anche in altri stati americani. Alcune case divennero autonome e si costituirono in congregazioni indipendenti: Racine (1862), Newburgh (1869), Mission San José (1888), Great Bend (1902); anche alcune case fondate dalla congregazione di Newburgh diedero origine a istituti indipendenti. La casa di Santa Croce a Brooklyn divenne così matrice di 11 famiglie statunitensi di suore domenicane.
La casa generalizia fu trasferita nel 1947 fu trasferita ad Amityville dove, dal 1876, esisteva il noviziato Queen of the Rosary.

## Attività e diffusione
Le suore si dedicano principalmente all'educazione della gioventù in scuole di ogni grado, ma anche all'assistenza ad anziani e ammalati e ad altre attività sociali.
Contano comunità nelle arcidiocesi di New York e di San Juan di Porto Rico e nelle diocesi di Rockville Centre, di Brooklyn, di Arecibo, di Caguas e di Ponce. La casa generalizia ha sede nel Queen of the Rosary Convent di Amityville, nello stato di New York.
Nel 1970 le religiose professe dell'istituto erano oltre 1 450.